# Kathendorf

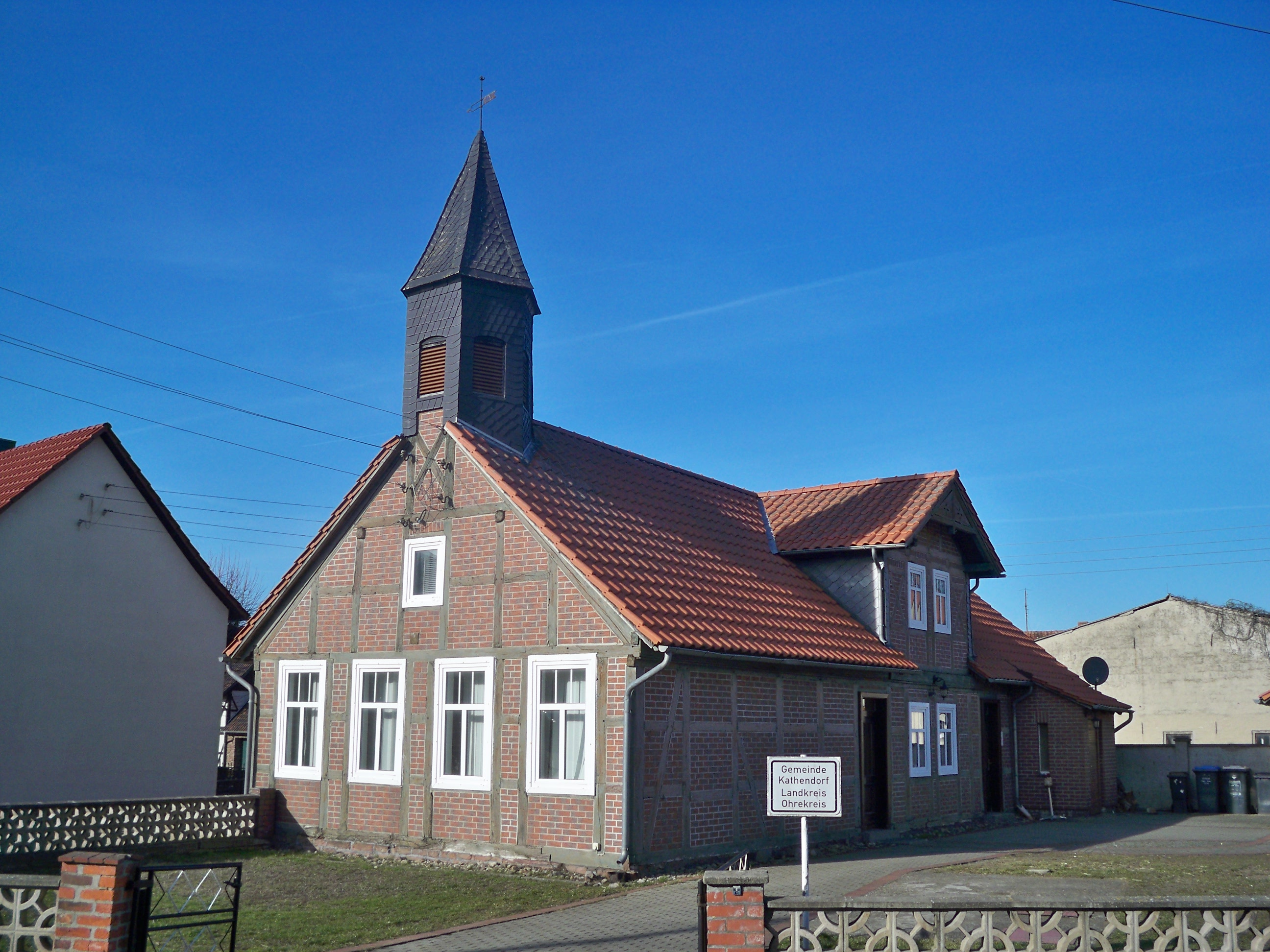
Ehemaliges Gemeindebüro

Kathendorf ist ein Ortsteil der Stadt Oebisfelde-Weferlingen im Landkreis Börde in Sachsen-Anhalt.

## Geografie
Kathendorf liegt rund elf Kilometer südöstlich von Oebisfelde am Rande des Naturparks Drömling. Zum Ortsteil Kathendorf gehört der Wohnplatz Kolonie Kathendorf.

## Geschichte
Von 1994 bis zum 1. Januar 2005 gehörte Kathendorf zur Verwaltungsgemeinschaft Oebisfelde, von 2005 bis zum 31. Dezember 2009 zur Verwaltungsgemeinschaft Oebisfelde-Calvörde.
Durch einen Gebietsänderungsvereinbarung beschlossen die Gemeinderäte der Gemeinden Stadt Oebisfelde (am 27. Mai 2009), Bösdorf (am 26. Mai 2009), Eickendorf (am 28. Mai 2009), Etingen (am 26. Mai 2009), Kathendorf (am 19. Mai 2009), Rätzlingen (am 27. Mai 2009), Eschenrode (am 28. Mai 2009), Döhren (am 28. Mai 2009), Hödingen (am 20. Mai 2009), Hörsingen (am 27. Mai 2009), Schwanefeld (am 25. Mai 2009), Seggerde (am 26. Juni 2009), Siestedt (am 28. Mai 2009), Walbeck (am 28. Mai 2009) und der Flecken Weferlingen (am 19. Mai 2009), dass ihre Gemeinden aufgelöst und zu einer neuen Stadt Oebisfelde-Weferlingen vereinigt werden. Dieser Vertrag wurde vom Landkreis als unterer Kommunalaufsichtsbehörde genehmigt und trat am 1. Januar 2010 in Kraft.
Nach Umsetzung der Vereinigungsvereinbarung der bisher selbstständigen Gemeinde Kathendorf wurde Kathendorf Ortsteil der neuen Stadt Oebisfelde-Weferlingen. Für die eingeflossene Gemeinde wurde die Ortschaftsverfassung nach den §§ 86 ff. Gemeindeordnung Sachsen-Anhalt eingeführt. Die aufgenommene Gemeinde Kathendorf und künftige Ortsteil Kathendorf wurde zur Ortschaft der neuen Stadt Oebisfelde-Weferlingen. In der eingeflossenen Gemeinde und nunmehrigen Ortschaft Kathendorf wurde ein Ortschaftsrat mit sieben Mitgliedern einschließlich Ortsbürgermeister gebildet.

## Politik
Die ehrenamtliche Ortsbürgermeisterin ist Sabine Wieter.

### Ortschaftsrat
Nach der letzten Kommunalwahl am 7. Juni 2009 hatte der Gemeinderat acht Mitglieder. Aufgrund der Stadtgründung von Oebisfelde-Weferlingen wurde der Gemeinderat automatisch zum Ortschaftsrat. Die Wahlbeteiligung lag bei 52,6 %. Die Wahl brachte folgendes Ergebnis:
|  | Einzelbewerber | 8 Sitze | (100,0 %) |

2014 wurde ein Ortschaftsrat mit fünf Mitgliedern gewählt. Daneben gehört die Ortsbürgermeisterin als Vorsitzende dem Ortschaftsrat an.

### Wappen
Das Wappen wurde am 4. September 1997 durch das Regierungspräsidium Magdeburg genehmigt.
Blasonierung: „Im silbern bordierten, in Höhe des Schildfußes beidseitig spitz eingekerbten blauen Schild ein aufrecht stehender silberner Löwe mit ausgeschlagener Zunge, in den Vorderpranken ein silbernes Beil haltend.“
Die Farben der Gemeinde sind Silber (Weiß) - Blau.

## Wirtschaft und Infrastruktur

### Verkehr
Zur Bundesstraße 188, die Wolfsburg mit Rathenow verbindet, sind es in nördlicher Richtung rund zehn Kilometer.
Weiterhin führt der Mittellandkanal an Kathendorf vorbei, die nächste Umschlagsstelle befindet sich in Calvörde etwa zwölf Kilometer südöstlich.